# Berliet CAB
Der Berliet CAB war ein mittlerer französischer Lastkraftwagen aus der Zeit vor dem Ersten Weltkrieg.

## Geschichte, Technik
Die allgemeine Betriebserlaubnis für den Berliet CAB wurde im Januar 1911 erteilt, ab diesem Zeitpunkt wurde das Fahrzeug gebaut. Nachgewiesen sind die Chassisnummern 2745 und 2746: Wenn weitere Chassisnummern nicht vergeben wurden, so entstanden also nur zwei Stück.
Der wassergekühlte Vierzylindermotor hatte eine Bohrung von 100 mm und einen Hub von 140 mm, also einen Hubraum von 4398 cm³ und gab seine nicht genannte Höchstleistung bei 1000/min ab. Steuerlich war das Fahrzeug mit 22 Steuer-PS eingestuft, im Oktober 1922 wurde dieser Wert aufgrund neuer Erlasse des Finanzministeriums auf 20 Steuer-PS gesenkt. Das Getriebe hatte drei Vorwärtsgänge, dazu einen Rückwärtsgang. Der Radstand wird mit 3,70 m angegeben, die Nutzleast mit 2,5 t. Der Antrieb auf die Hinterachse erfolgte über Ketten.